# Jocolí Viejo
Jocolí Viejo es una localidad y distrito ubicado en el departamento Lavalle, provincia de Mendoza,  Argentino. 
Se encuentra en la intersección de la Ruta Provincial 34 y Ruta Nacional 40, en la zona norte del oasis del río Mendoza. Dentro del distrito se encuentra el Barrio Los Jarilleros, cuya población supera a la de Jocolí, cabecera del distrito.
En la zona se destacan la producción de vid, alfalfa y horticultura, aunque es una zona económicamente deprimida del departamento. Hay también una fábrica de agroquímicos.